# Reales Colegios (Tortosa)

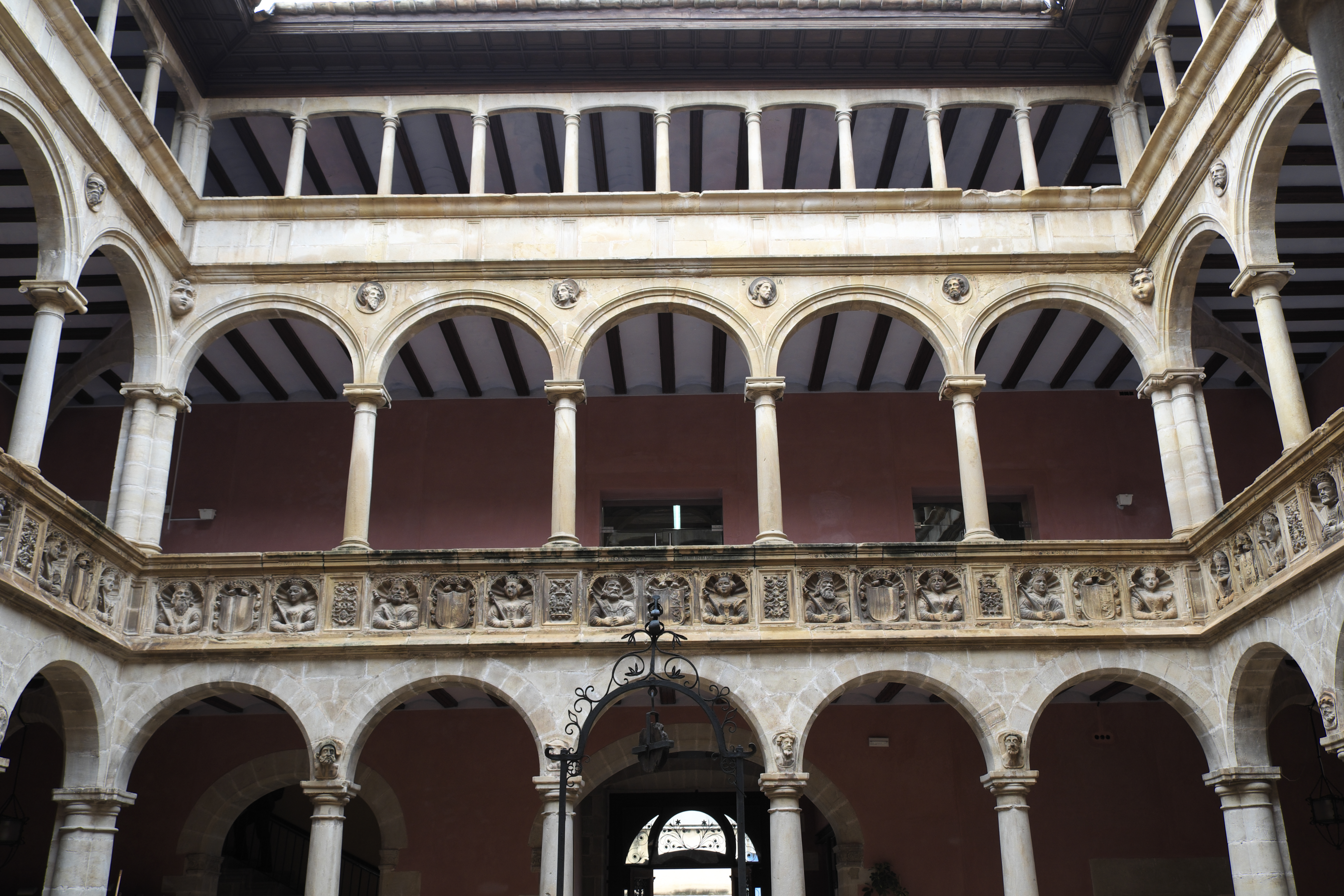
Colegio de San Jaime y San Matías, Galerien

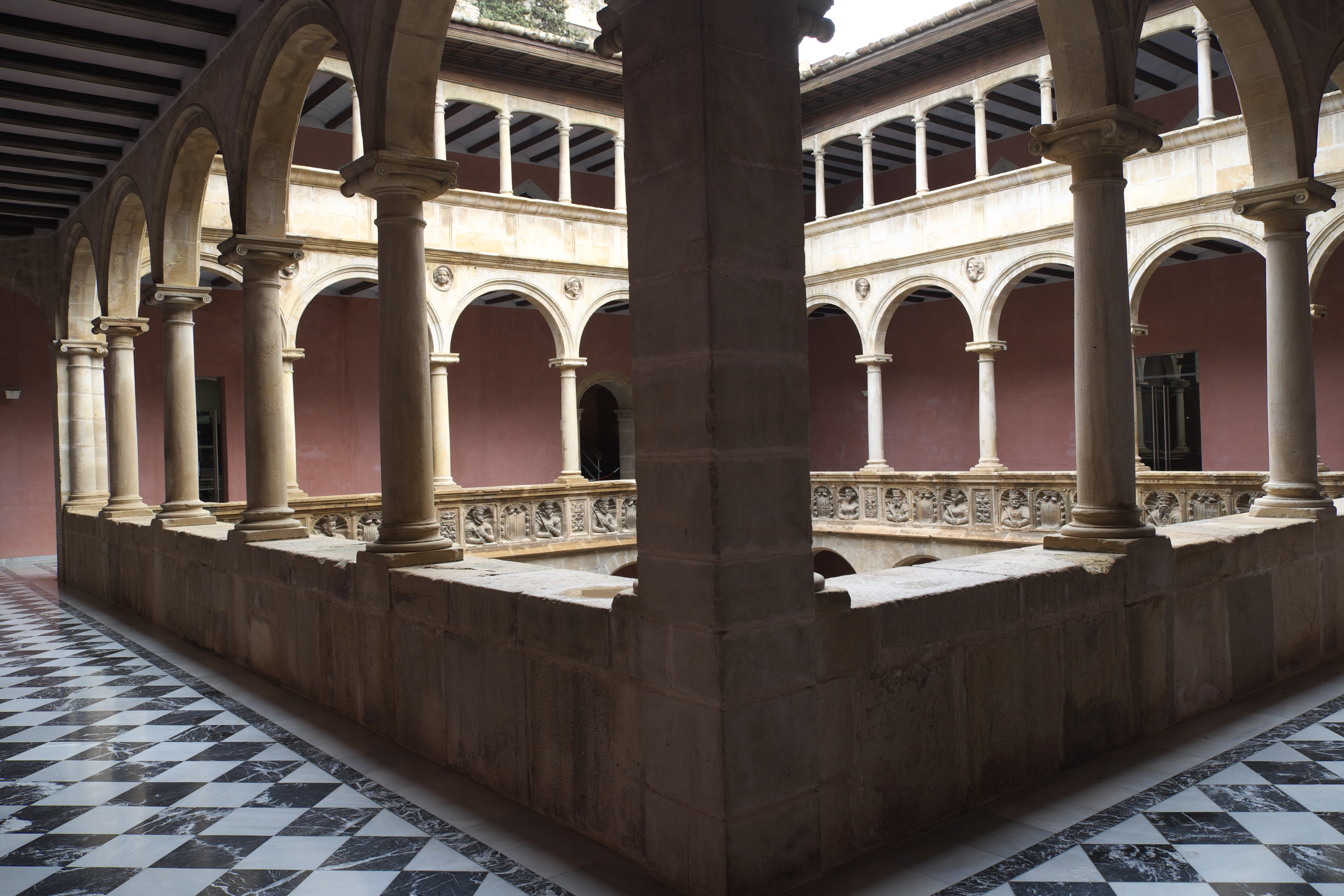
Colegio de San Jaime y San Matías, Galerien

Die Reales Colegios sind ein zusammenhängendes Gebäudeensemble, das im 16. Jahrhundert in der spanischen Stadt Tortosa in der Provinz Tarragona der Autonomen Region Katalonien errichtet wurde. Zu ihnen gehören das Colegio de San Jaime y San Matías, das Colegio de San Jorge y Santo Domingo und die Kirche Santo Domingo. 1974 wurden die Gebäude zum Baudenkmal (Bé Cultural d’Interès Nacional) erklärt.

## Colegio de San Jaime y San Matías
Das Colegio de San Jaime y San Matías, auch als Colegio de arriba (die obere Schule) bezeichnet, wurde 1544 gegründet, um die Kinder der Morisken, der nach der Reconquista zum Christentum konvertierten Mauren, im christlichen Glauben zu unterweisen. Heute ist hier das Archivo Histórico de las Tierras del Ebro (Archiv des katalanischen Territoriums Terres de l’Ebre).

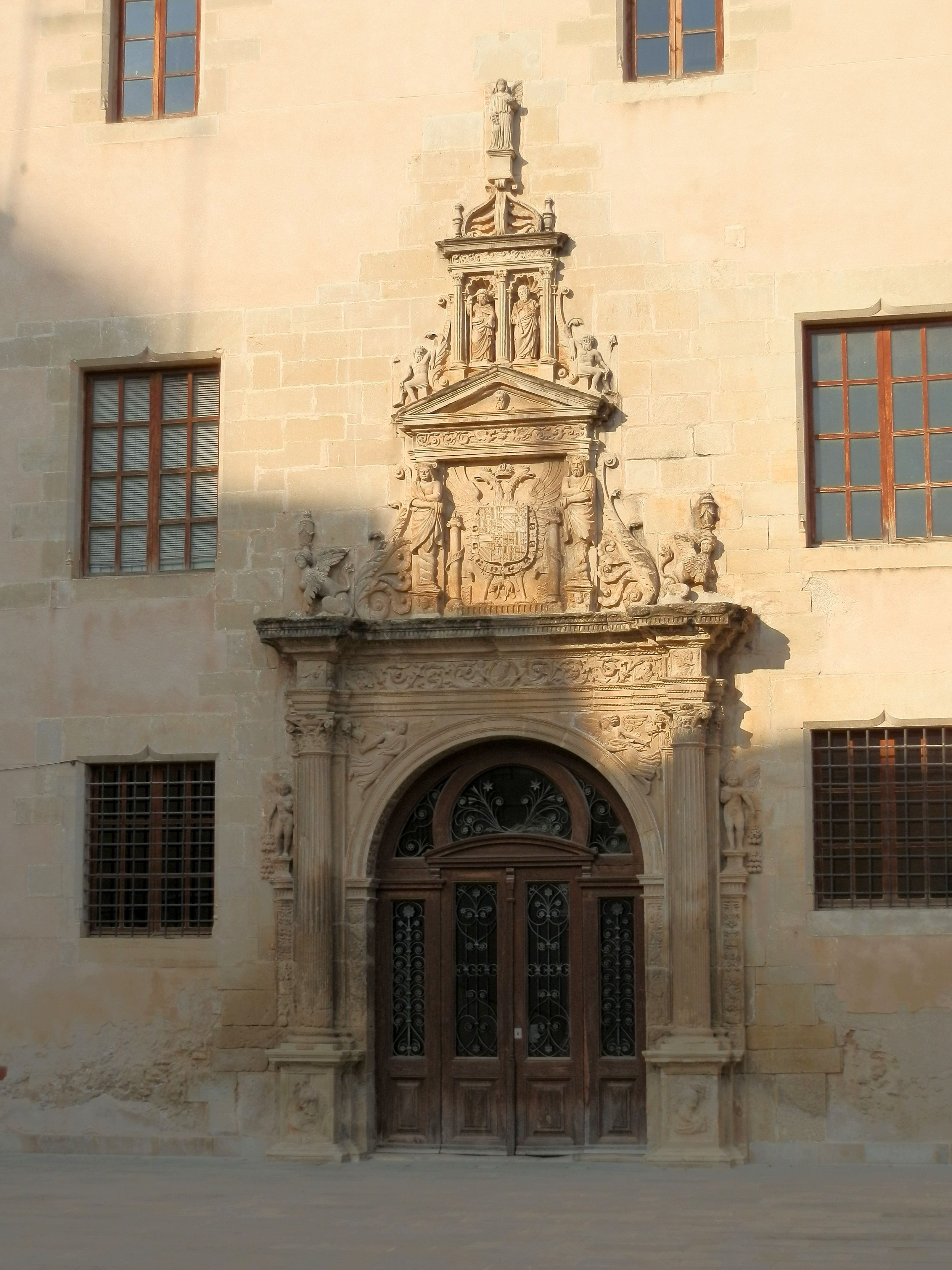
Colegio de San Jaime y San Matías, Portal

### Portal
Den Eingang bildet ein aufwendig gestaltetes Renaissanceportal, über dem eine Engelsfigur thront. Darunter stehen in von kannelierten Säulen eingefassten Nischen die beiden Schutzpatrone des Colegios, die Apostel Jakobus und Matthias. Über dem Türsturz prangt das Wappen von Kaiser Karl V. mit dem Doppeladler und der Kette des Ordens vom Goldenen Vlies, der mit seinem Sohn Philipp II. als Gründer des Colegios gilt. Kannelierte Säulen mit korinthischen Kapitellen und auf hohen Sockeln stehende Engelsputten rahmen das Portal. Die Bogenzwickel sind mit schwebenden Engeln besetzt.

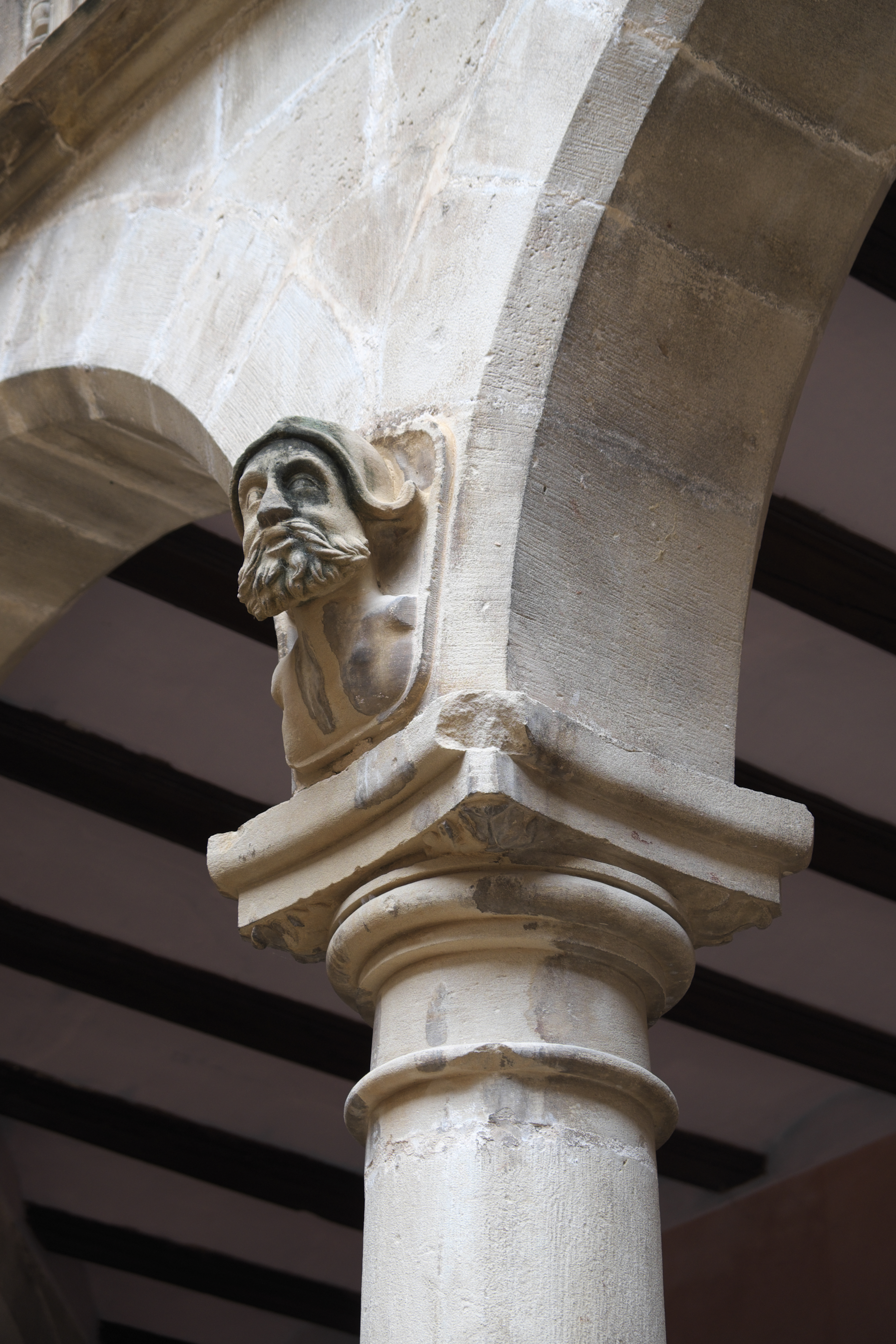
Fratze

### Innenhof
Der quadratische Innenhof ist auf allen vier Seiten von drei Stockwerken offener Galerien umgeben. Der skulptierte Dekor wurde von dem Bildhauer Francisco de Montehermoso geschaffen. Die Arkaden des Erdgeschosses werden von Säulen getragen, in deren Sockel Vasen, Köpfe oder Pflanzenmotiven eingemeißelt sind. Die Fratzen in den Zwickeln der Arkaden sollen Juden oder Mauren darstellen. Die Konsolen der Ecken sind mit den Evangelistensymbolen verziert.
Auf den Brüstungen der ersten Etage sind die Könige und Königinnen von Aragón mit ihren Wappen dargestellt. Die Reihe beginnt mit dem Grafen von Barcelona, Raimund Berengar IV., und seiner Gemahlin und Königin von Aragón, Petronella. Das letzte Paar ist Philipp III. und seine Gemahlin Margarete von Österreich. Die pausbäckigen Gesichter in den Ecken der ersten Etage symbolisieren die vier Winde. Die Köpfe in den Medaillons der Arkadenzwickel stellen die zwölf Apostel dar.

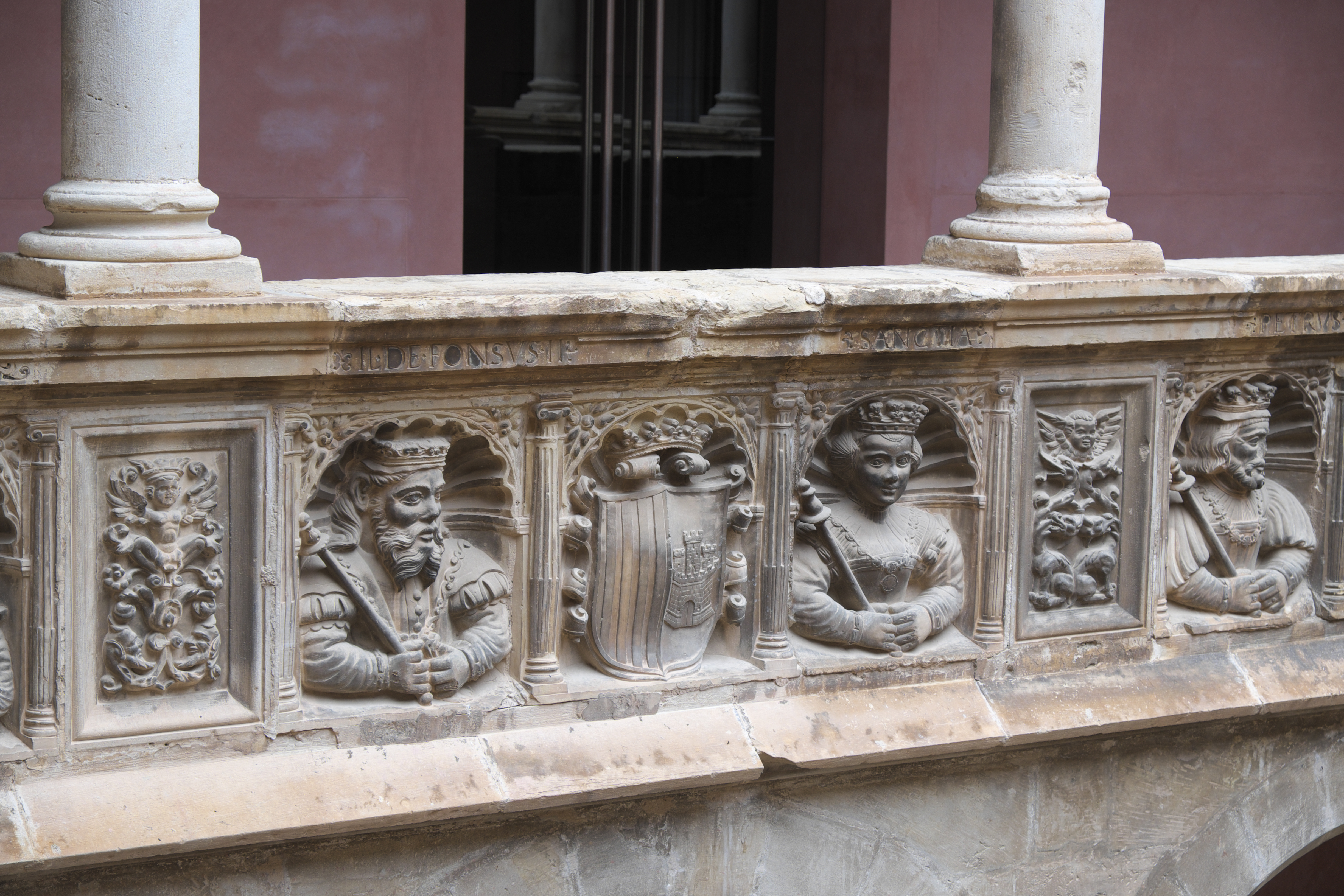
Alfons II. und Sancha von Kastilien
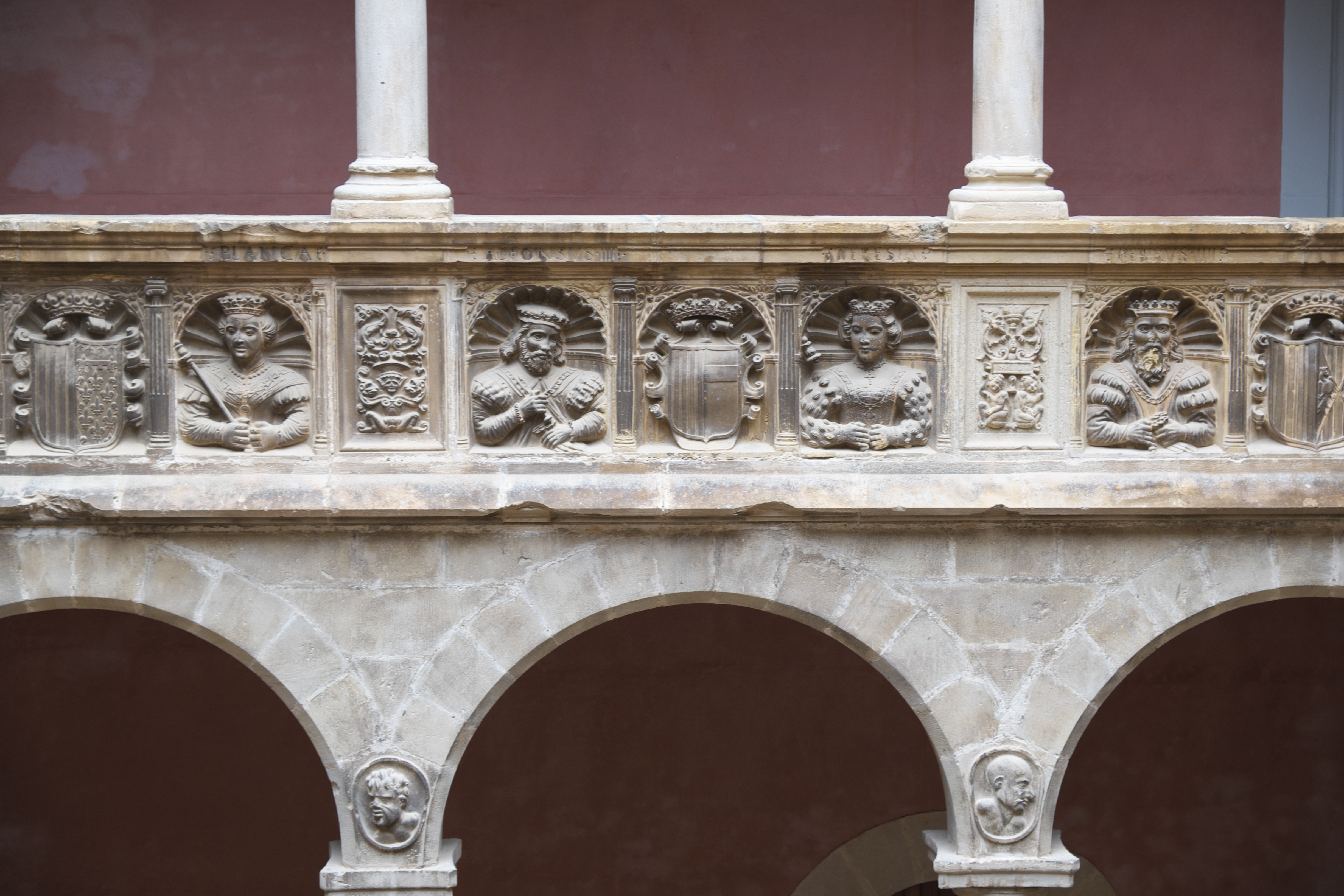
Blanka von Anjou, Alfons IV. und Theresa von Entanza, Peter IV.
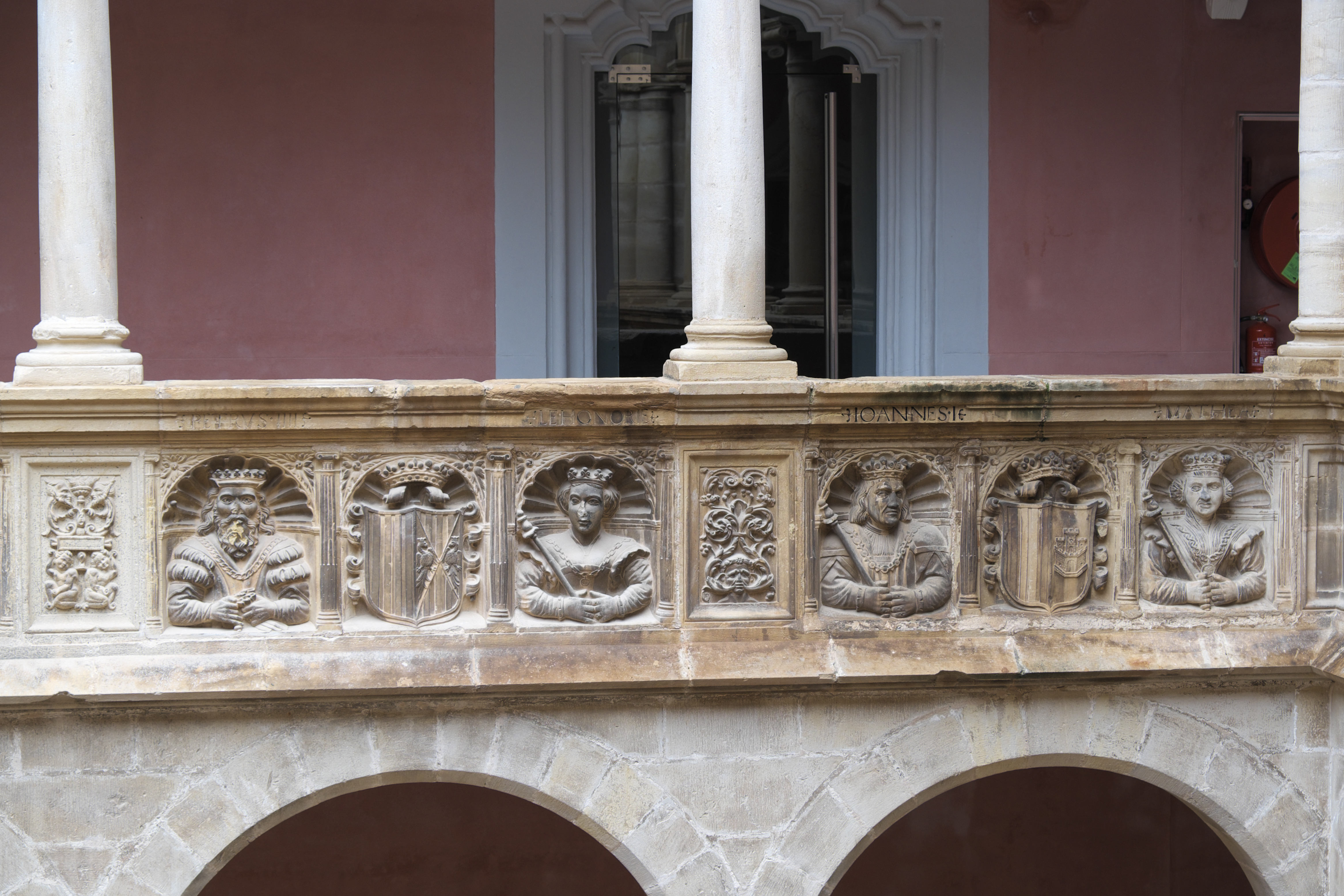
Peter IV. und Eleonore von Sizilien, Johann I. und Martha
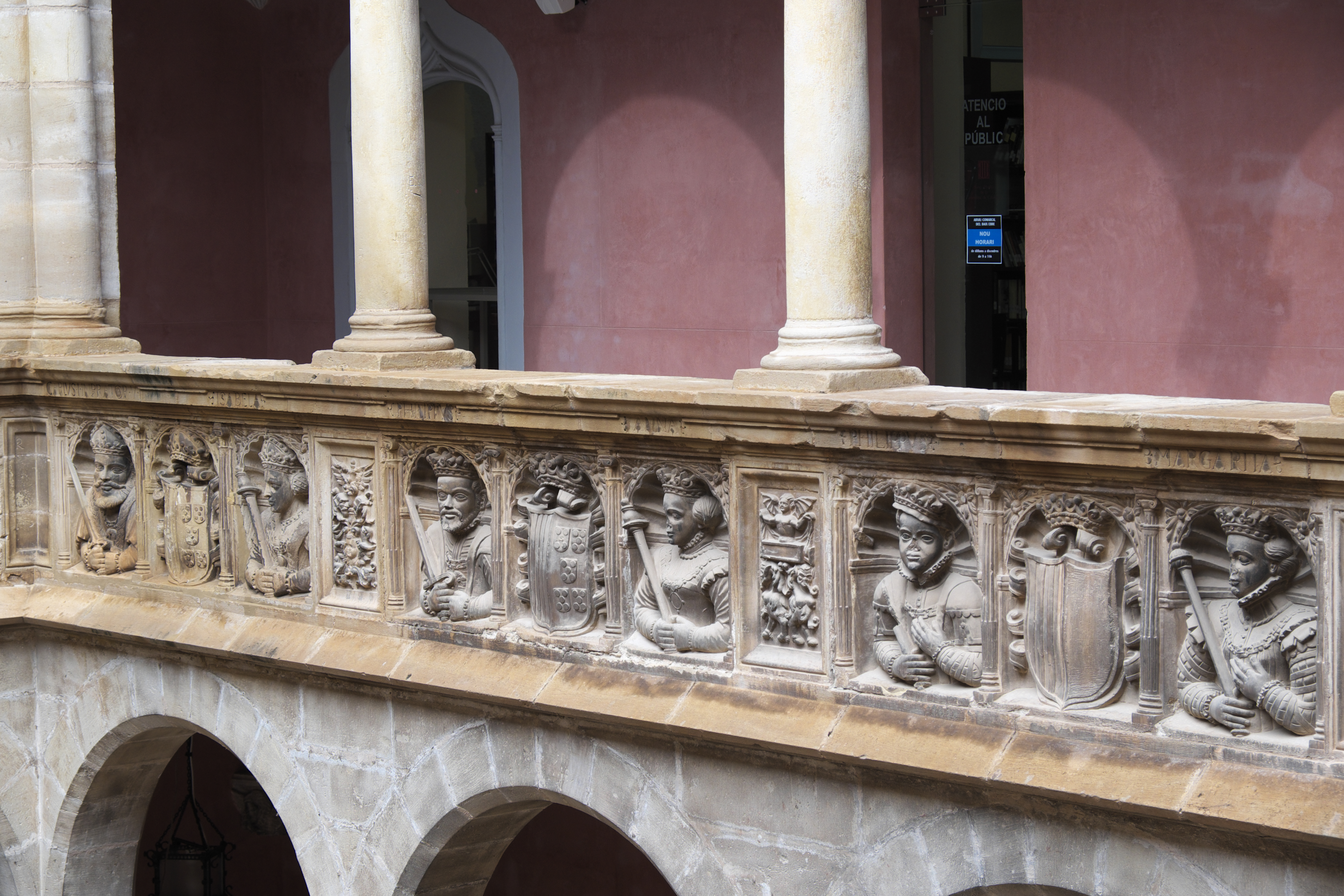
Kaiser Karl V. und Isabella von Portugal, Philipp II. und Anna von Österreich, Philipp III. und Margarete von Österreich

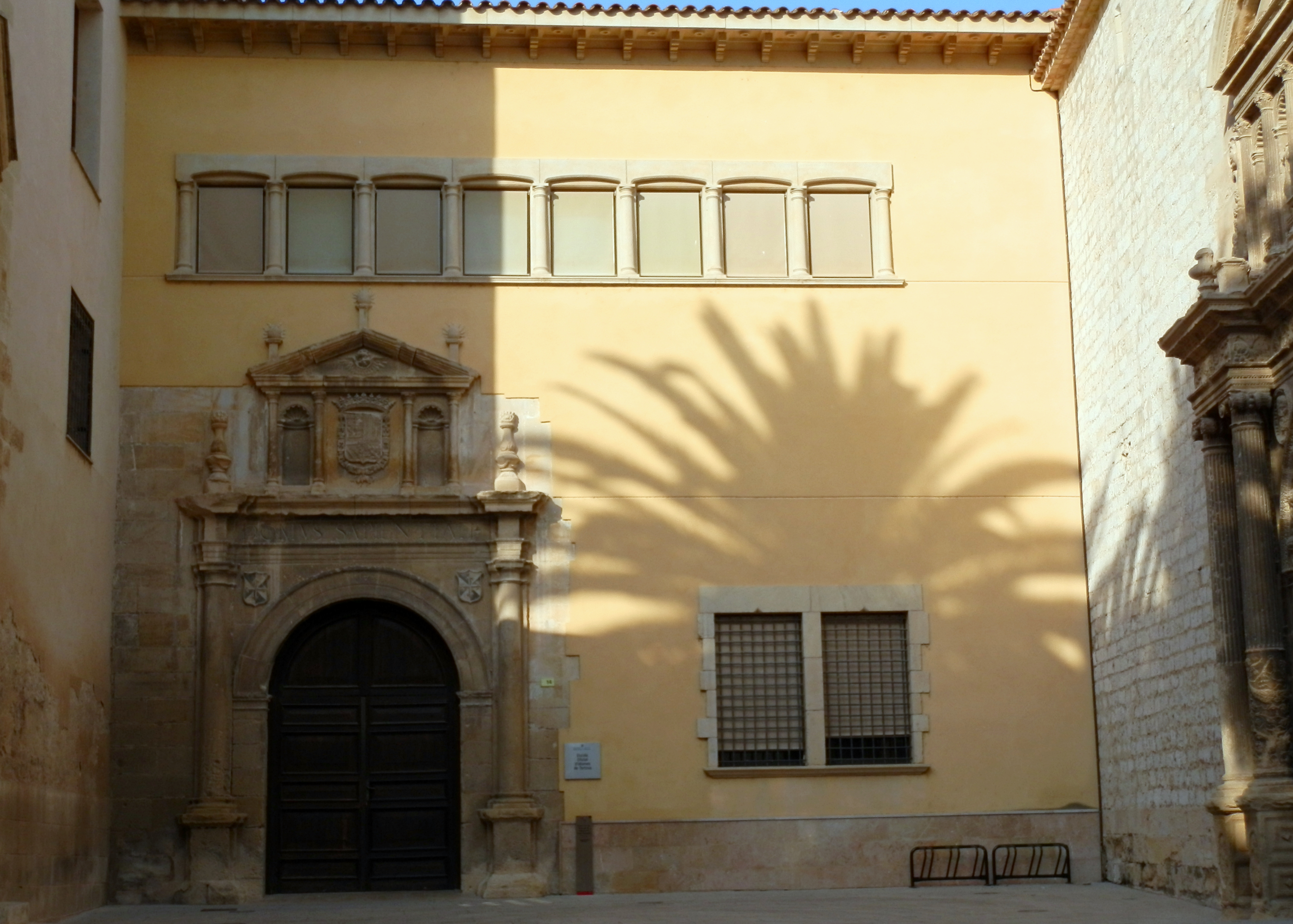
Colegio de San Jorge y Santo Domingo, Portal

## Colegio de San Jorge y Santo Domingo
Das Colegio de San Jorge y Santo Domingo, auch als Colegio de abajo (untere Schule) bezeichnet, war eine von den Dominikanern geleitete theologische Hochschule. Seine Schutzpatrone sind der hl. Georg und der hl. Dominikus. Die Pläne für den Bau des Gebäudes werden Martín García de Mendoza zugeschrieben, der von 1581 bis 1615 die Bauarbeiten an der Kathedrale von Tortosa leitete. Vom ursprünglichen Gebäude ist außer dem Portal nur noch wenig erhalten. Nach der Aufhebung der Kirchengüter in Spanien im Jahr 1835 wurden die Gebäude als Kaserne genutzt. Während des Spanischen Bürgerkrieges erlitten sie großen Schaden. Heute ist dort die Escuela Oficial de Idiomas (Offizielle Sprachenschule) untergebracht.
Über dem Portal ist die Inschrift eingemeißelt: DOMUS SAPIENTIAE (Haus der Weisheit). Darüber ist zwischen den leeren Figurennischen das Wappen von Philipp II. von Spanien angebracht. Die beiden kleineren Wappen in den Bogenzwickeln erinnern an den Dominikanerorden.

## Kirche Santo Domingo
Die Kirche Santo Domingo wurde im 16. Jahrhundert, etwas später als die beiden Schulgebäude errichtet. Wie das Colegio de San Jorge y Santo Domingo wurde auch die Kirche nach der Desamortisation als Kaserne genutzt. Heute ist hier das Centro de Interpretación del Renacimiento (Museum zur Renaissance) eingerichtet.

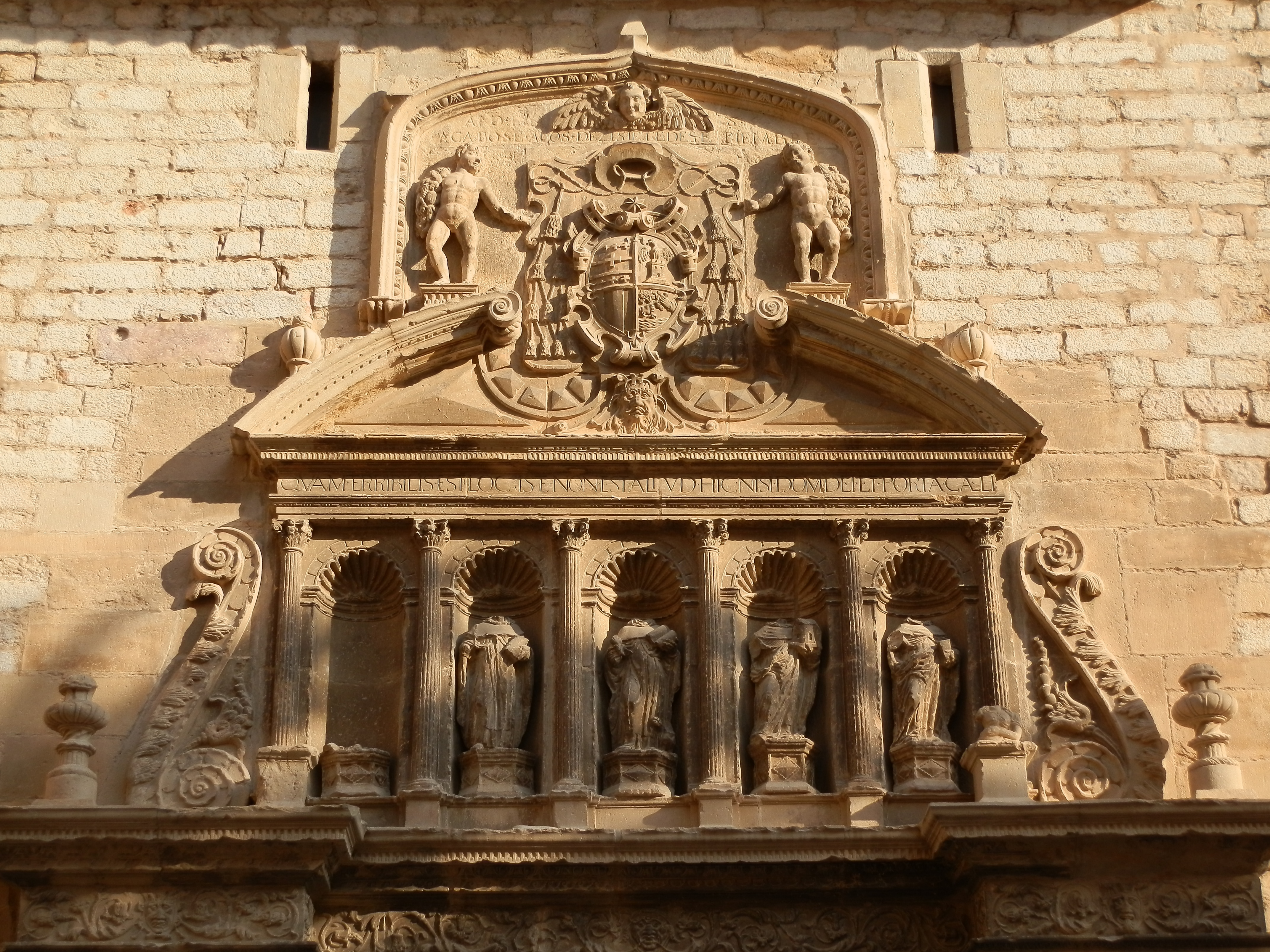
Portal der Kirche Santo Domingo

### Portal
Das Portal wird bekrönt von zwei Putten und dem Wappen des Bischofs Juan Izquierdo. Unter dem Wappen öffnen sich fünf, von korinthischen Säulen gerahmte Figurennischen. Darin sind nur noch vier Figuren erhalten. Ihnen sind wie auch den beiden Skulpturen seitlich des Portals die Köpfe abgeschlagen. Der Bogen des Portals ist mit Engelsköpfen skulptiert, in den Medaillons der Zwickel sind die Köpfe der Apostel Petrus und Paulus dargestellt.

### Innenraum
Die einschiffige Kirche besitzt kein Querhaus, zwischen den Strebepfeilern sind Seitenkapellen eingefügt. In der Kirche sind die Grabsteine von Baltasar Sorió und des Bischofs Juan Izquierdo aufgestellt, die beide den Bau der Reales Colegios förderten.